# Elbe 17

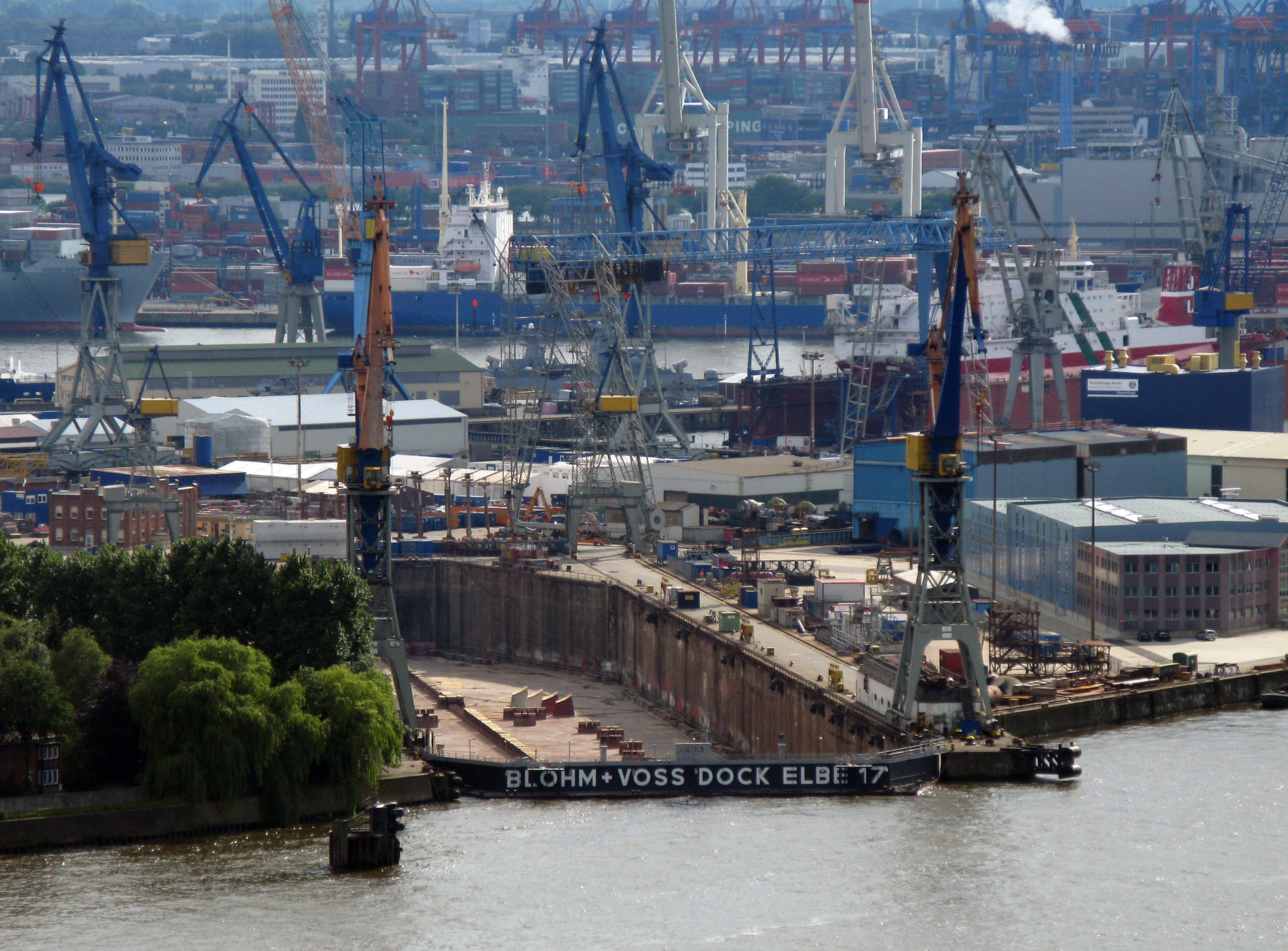
Elbe 17.

L'Elbe 17 (en allemand : Trockendock Elbe 17, « forme de radoub Elbe 17 ») est une forme de radoub sur le fleuve Elbe à Hambourg. Avec 351 mètres de longueur sur 59 mètres de largeur, il s'agit de la 3e plus grande structure de ce type en Allemagne.
Géré par Blohm + Voss, il a été construit en 1942 pour la construction de cuirassés de classe H prévus par le Plan Z en vue de la Seconde Guerre mondiale. Pour autant, cette installation ne sera utilisée dans la guerre que dans le cadre de réparations de navires. Après guerre, sa démolition par les forces d'occupation britanniques est annulée pour sauvegarder le vieux tunnel sous l'Elbe proche.
La forme de radoub Elbe 17 a servi pour la maintenance du Queen Mary 2, Freedom of the Seas et Sovereign Maersk par exemple.

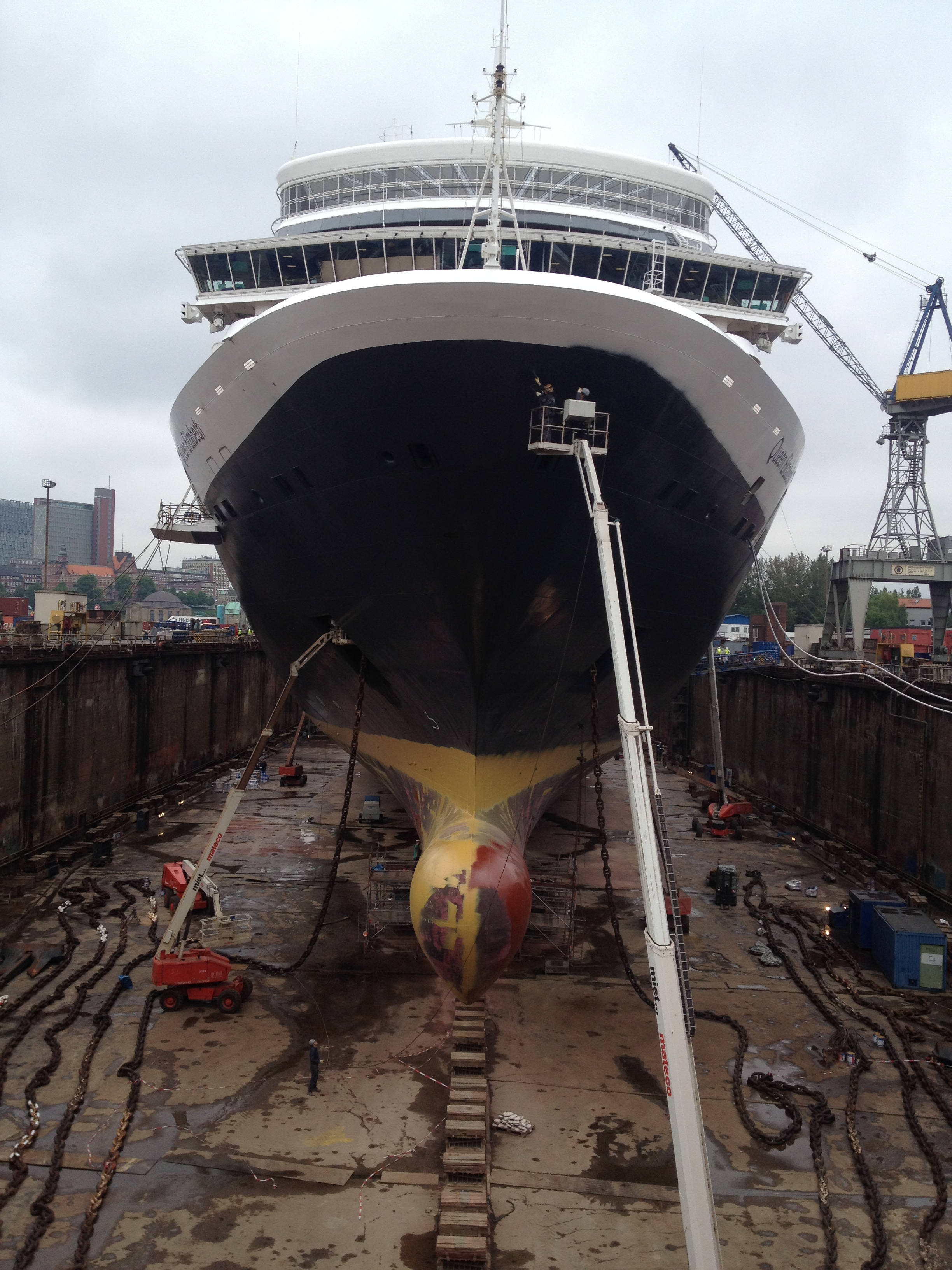
Le MS Queen Elizabeth à l'Elbe 17.